# 鍾台妹

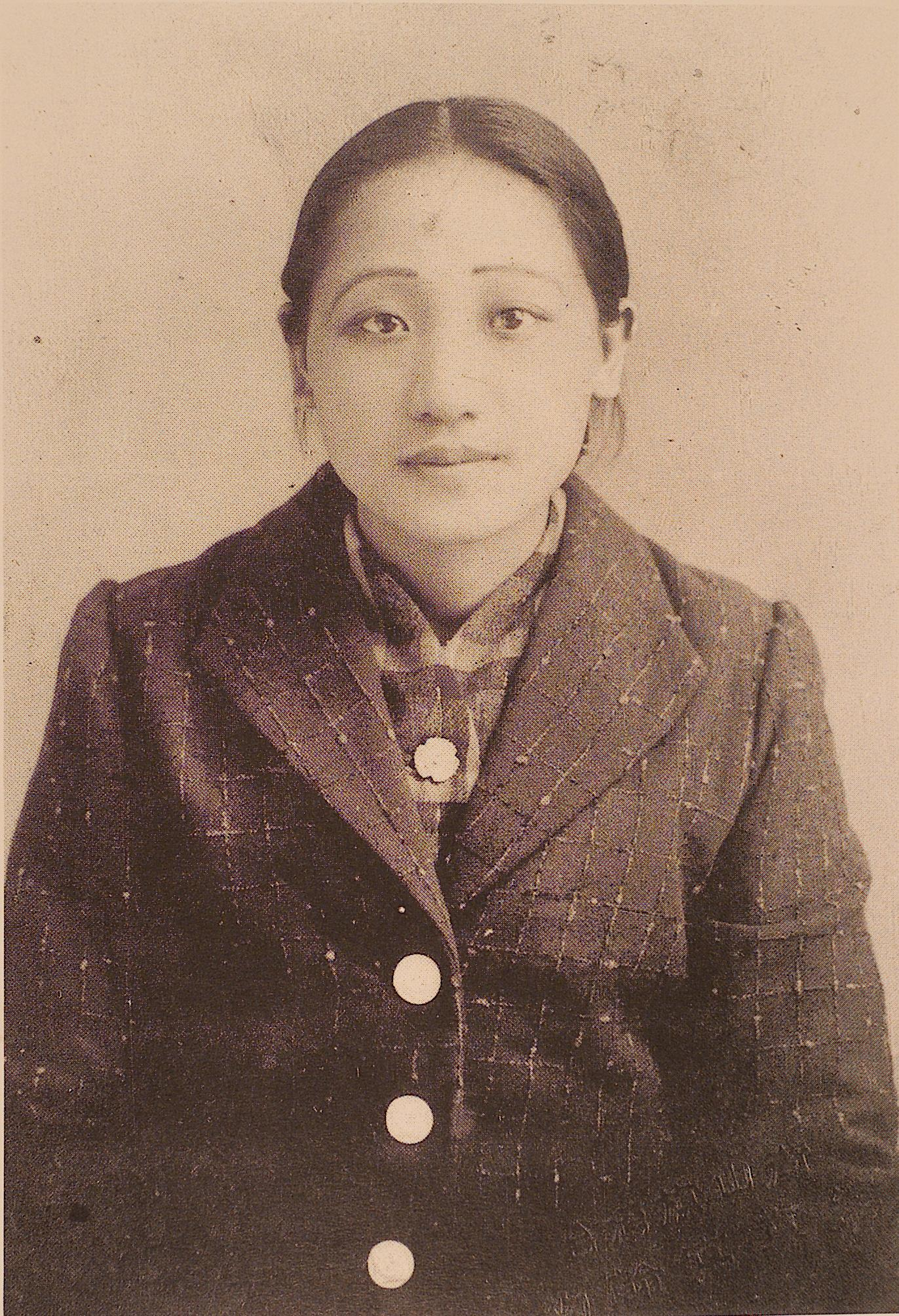
1941年的鍾台妹

鍾台妹（Chûng Thòi-moi，1911年10月1日—2008年10月9日），台灣客家文學家鍾理和之妻。在鍾理和的自传小說中，將鍾台妹化名為平妹。

## 生平
鍾台妹年輕時與鍾理和相戀，兩人雖無血緣關係，但因同姓不婚的禁忌，且女方年齡較長，遭到家長反對。兩人於是於1940年遠走滿洲國，並且在滿洲國奉天市（今遼寧省瀋陽市）產下長子鍾鐵民。直到1946年戰爭結束後才返台。
鍾台妹與鍾理和育有兩子兩女。在鍾理和的自傳小說《笠山農場》、《同姓之婚》、《奔逃》等中，皆可見取材鍾理和自他和鍾台妹同姓私奔結婚的真實故事。1960年鍾理和因肺疾病逝，年僅44歲。
1980年，台灣導演李行導演改編自同名小說的電影《原鄉人》，由林鳳嬌飾演鍾台妹。
2008年10月1日鍾家人為鍾台妹歡慶97歲大壽，10月9日即於高雄縣美濃鎮家中安詳過世，享耆壽97歲 （页面存档备份，存于）。

## 外部連結
- 台灣文學家鍾理和遺孀鍾台妹 過世[永久]
- 鍾理和首頁 （页面存档备份，存于）